# Estación de El Bercial
El Bercial es una estación de la línea 12 del Metro de Madrid ubicada en el extremo norte del barrio homónimo de Getafe, junto al centro comercial del mismo nombre que la estación.

## Historia
La estación se abrió al público el 11 de abril de 2003, estando entonces la zona desierta, hasta que a finales de 2006 se inauguró un nuevo centro comercial y una nueva urbanización en Getafe lo que aumentó la afluencia de viajeros en la estación.

## Accesos
Vestíbulo El Bercial
- El Bercial próximo C/ Turquía (Bº del Bercial)

## Líneas y conexiones

### Metro
| << cabecera | < estación     | línea | estación >   | cabecera >> |
| ----------- | -------------- | ----- | ------------ | ----------- |
| circular    | Los Espartales |       | El Carrascal | circular    |

### Autobuses
| Diurnos |            |                                                          |                           |
| Línea   | Destino    | Parada                                                   | Operador                  |
| 3       | Circular A | 17449 Av. Cmte. José M. Ripollés-Est. El Bercial (N.º 2) | Avanza Movilidad Integral |
| 3       | Circular B | 17448 Av. Cmte. José M. Ripollés-Est. El Bercial (N.º 4) | Avanza Movilidad Integral |

| Diurnos |                         |                                                          |                           |
| Línea   | Destino                 | Parada                                                   | Operador                  |
| 446     | Getafe (El Bercial)     | 17448 Av. Cmte. José M. Ripollés-Est. El Bercial (N.º 4) | Avanza Movilidad Integral |
| 446     | Madrid (Plaza Elíptica) | 17449 Av. Cmte. José M. Ripollés-Est. El Bercial (N.º 2) | Avanza Movilidad Integral |